# Palavela
Palavela – hala widowiskowa, wybudowana w latach 1959-1961, zlokalizowana w Turynie we Włoszech. Obiekt został zaprojektowany przez Franco Leviego Annibale i Giorgio Rigottiego w związku z wystawą Italia '61. Budynek znajduje się na południowych obrzeżach miasta, na lewym brzegu Padu, na terenach miasteczka wystawowego. 
Obiekt ma 130 metrów średnicy. Przed igrzyskami olimpijskimi w roku 2006 został poddany renowacji. W trakcie trwania zawodów olimpijskich odbywała się tu rywalizacja w łyżwiarstwie figurowym oraz short tracku. Rok później organizowano tutaj niektóre konkurencje zimowej uniwersjady.
Koszt przedolimpijskiego remontu wyniósł 55 000 000 euro. Trybuny hali mogą pomieścić nawet 12 000 widzów.
W roku 2010 odbyły się w hali Palavela mistrzostwa świata w łyżwiarstwie figurowym.